# Ventnor
Ventnor est une station balnéaire de l'île de Wight, au sud des côtes anglaises. Établie à l'époque victorienne, la ville est située au pied de la St Boniface Down colline qui, du haut de ses 240 mètres, est le point culminant de l'île. On distingue la partie haute, « Upper Ventnor », de la partie basse, « Ventnor », où se trouvent le centre et les commerces. La ville présente un micro-climat plus doux que le reste des îles britanniques.

## Relief

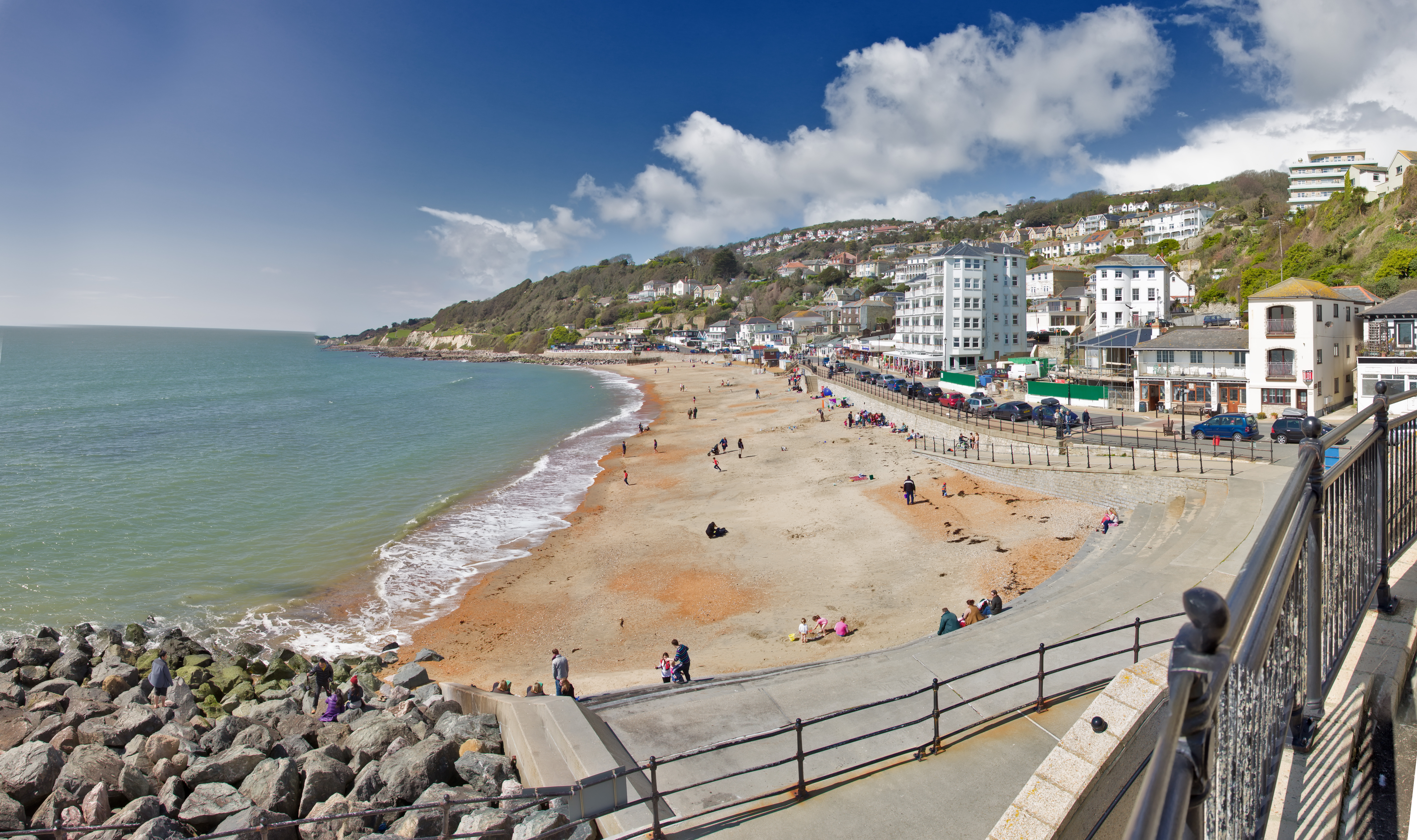
Plage de Ventnor.

Les habitants de Ventnor disent, non sans humour, « Nous vivons près de la mer et nous en rapprochons chaque jour » (« We live near the sea and are getting nearer every day »). En effet, la ville est bâtie sur un terrain instable et les mouvements de terrain sont fréquents. 
Ventnor fait partie de la bande instable du sud de l'île appelée Undercliff. Dans la partie haute de la ville, un fossé bien visible appelé le Graben (bien que son origine ne soit probablement pas tectonique) marque le point de départ d'une série de glissements de terrain qui expliquent le relief en terrasse. La faille du Graben est constamment en mouvement, occasionnant des dommages importants aux habitations proches ainsi qu'aux infrastructures comme la route reliant Ventnor au centre de l'île ou les réseaux de gaz et d'eau. 

## Histoire

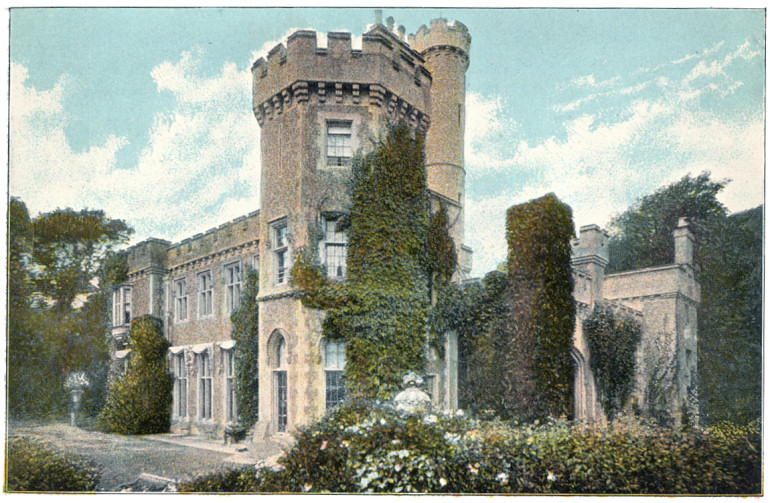
Steephill Castle vers 1910 - détruit en 1963.

Jusqu'au XIXe siècle Ventnor n'était qu'un hameau de pêcheurs situé entre les villages de Bonchurch à l'est et de St Lawrence à l'ouest. En 1866 l'arrivée du train (Isle of Wight Railway) participe au développement rapide de la ville, qui devient une station balnéaire appréciée des touristes et réputée pour ses sanatoriums. 
Aujourd'hui la seule ligne de train en service sur l'île ne dessert plus Ventnor (sa gare ferme en 1966), mais les touristes affluent toujours pendant l'été pour profiter de la plage. 

## Tourisme
- Le pub The spyglass Inn est souvent cité dans les listes des meilleurs pubs côtiers britanniques.
- Le jardin botanique présente une importante collection de plantes provenant de tous les continents, y compris tropicales.
- Blackgang Chine dans les environs de Ventnor possède le plus vieux parc d'attractions ouvert au Royaume-Uni (1843), le Blackgang Chine amusement park.

## Personnalités liées à la commune
George Apperley, peintre (1884-1960) est né à Ventnor.

## Référence
- (en) Cet article est partiellement ou en totalité issu de l’article de Wikipédia en anglais intitulé « Ventnor » (voir la liste des auteurs).